# Herbert Lüthy (Historiker)

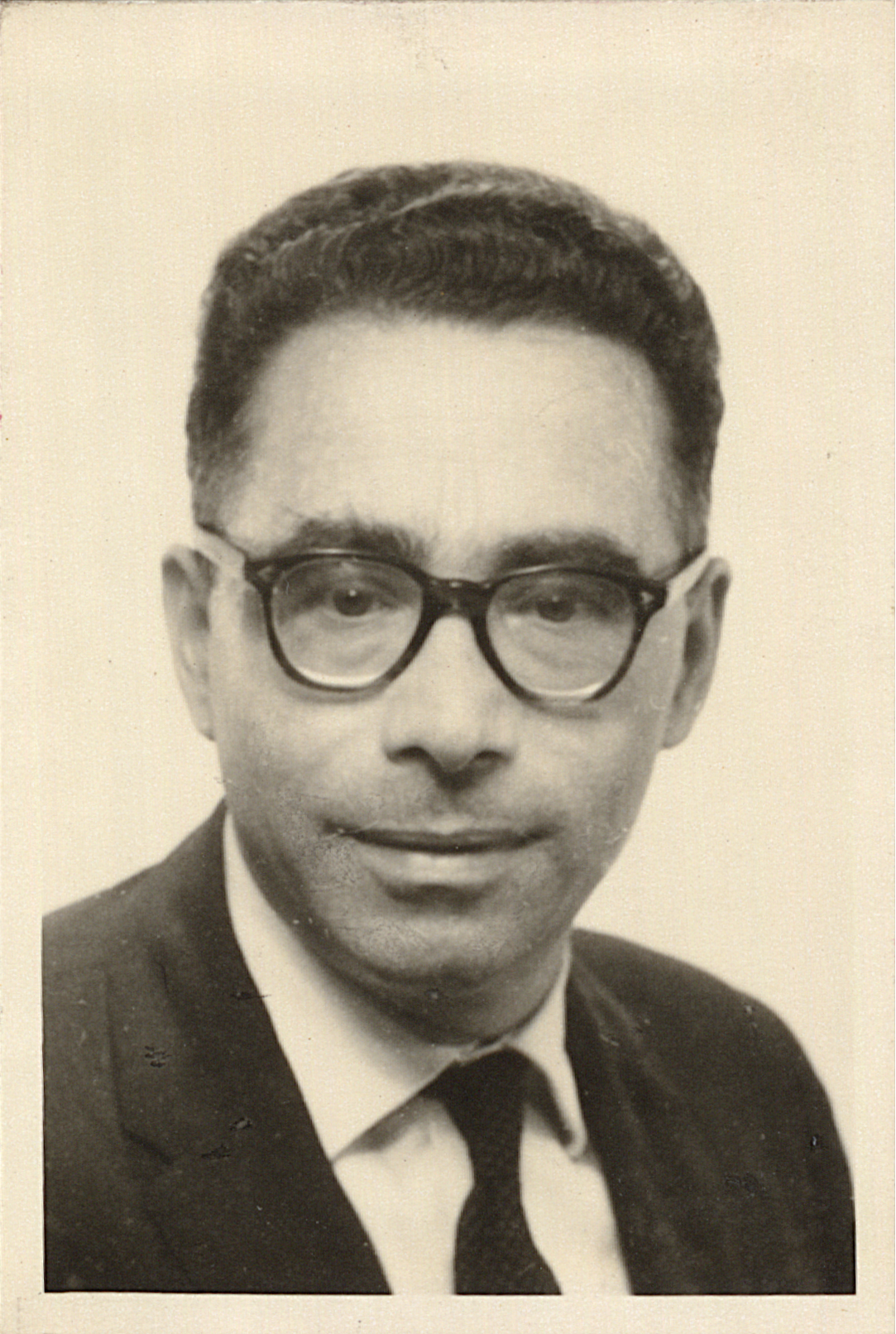
Herbert Lüthy (ca. 1958)

Herbert Ernst Karl Lüthy (* 15. Januar 1918 in Basel; † 16. November 2002 ebenda) war ein Publizist und bedeutender Schweizer Historiker.

## Leben
1918 in Basel als fünfter Sohn des Indien-Missionars Ernst Lüthy-Dettwyler geboren, studierte Herbert Lüthy nach der Matura (1937, Kantonsschule St. Gallen) Geschichte, romanische Sprachen und französische Literatur in Paris, Zürich und Genf. 1942 promovierte er bei Hans Nabholz in Zürich. Es folgten verschiedene wirtschaftsgeschichtliche und journalistische Arbeiten. Von 1946 bis 1958 lebte Lüthy als freier Publizist und Historiker in Paris. Nach seiner Habilitation im Jahre 1958 wurde er zum Professor für Allgemeine und Schweizer Geschichte in deutscher Sprache an die Eidgenössische Technische Hochschule Zürich berufen; 1971 wechselte er an die Universität Basel. 1980 liess er sich aus gesundheitlichen Gründen vorzeitig emeritieren. Danach war er u. a. Vorstandsmitglied des Vereins zur Herausgabe der Schweizer Monatshefte, für die er seit den 1960er-Jahren verschiedene Artikel wie den Aufsatz «Die Schweiz als Antithese» (1961) verfasst hatte. Für seine herausragenden wissenschaftlichen Leistungen wurde Lüthy mehrfach geehrt. Das ihm 1968 von der Universität Genf verliehene Ehrendoktorat gab er 1977 aus Protest zurück, nachdem diese Universität den Soziologen Jean Ziegler zum ordentlichen Professor ernannt hatte. Von 1975 bis 1979 war Lüthy Mitglied des Internationalen Komitees vom Roten Kreuz.
Lüthy verstarb im November 2002 in Basel; er war verheiratet und Vater zweier Söhne.

## Publizistisches und wissenschaftliches Schaffen
Von 1942 bis 1944 schrieb Herbert Lüthy u. a. die wöchentliche Chronik des Zweiten Weltkriegs für das St. Galler Tagblatt. In seiner Pariser Zeit war er zweimal während je eines Jahres Korrespondent der Zürcher Tat; ab 1949 schrieb er vorwiegend für renommierte internationale Zeitschriften (Der Monat, Berlin; Preuves, Paris; Encounter, London; Commentary, New York u. a.). 1954 veröffentlichte er das Buch «Frankreichs Uhren gehen anders», das zu einer der wichtigsten Publikationen eines Ausländers zur französischen Nachkriegszeit wurde. Mit seiner Übersetzung ausgewählter Essays von Michel de Montaigne (1953) machte er diesen Autor im deutschen Kulturbereich besser bekannt. In den Jahren 1959 und 1961 erschien in Paris Lüthys zweibändiges bank- und finanzgeschichtliches Standardwerk La Banque Protestante en France de la Révocation de l’Édit de Nantes à la Révolution (1685–1794).

## Werkausgabe
Die Werkausgabe Herbert Lüthy im Buchverlag NZZ Libro ("Gesammelte Werke") ist auf sieben Bände angelegt. Die ersten zwei Bände umfassen die Kleinen Wochenschauen aus dem St. Galler Tagblatt unter dem Titel Fünf Minuten nach zwölf sowie Frankreichs Uhren gehen anders. Die Bände III und IV enthalten Essays mit breit gefächerter internationaler und schweizerischer Thematik aus den Jahren 1940 bis 1990. In Band V folgen Arbeiten aus den Jahren 1941 bis 1990, die sich mit Frankreich befassen, sowie eine Gesamtbibliographie von Lüthys Werk. Die Werkausgabe schließt ab mit der Neuauflage der zweibändigen Banque Protestante en France. Um den Zugang zum Werk zu erleichtern, ist jedem Band eine Einführung vorangestellt worden, und in einem ausführlichen Anhang finden sich Anmerkungen und erklärende Kommentare, welche das Textverständnis erleichtern und es gestatten, die einzelnen Texte in den historischen und politischen Zusammenhang einzuordnen.

## Ehrungen
1969 wurde Lüthy in die American Academy of Arts and Sciences gewählt. Im Jahr 1975 erhielt er den Jacob-Burckhardt-Preis der Johann Wolfgang von Goethe-Stiftung Basel. 1989 wurde ihm der Oertli-Preis «für seine Arbeit als Historiker und Analytiker des Föderalismus» verliehen.

## Veröffentlichungen
- Die Tätigkeit der Schweizer Kaufleute und Gewerbetreibenden in Frankreich unter Ludwig XIV. und der Regentschaft (= Schweizerische Beiträge zur Wirtschafts- und Sozialwissenschaft, Bd. 6). Sauerländer, Aarau 1943 (= Dissertation Universität Zürich).

- Frankreichs Uhren gehen anders. Europa-Verlag, Zürich 1954 (4. Aufl. 1958).
- Nach dem Untergang des Abendlandes. Zeitkritische Essays. Kiepenheuer & Witsch, Köln 1964.
- In Gegenwart der Geschichte. Historische Essays. Kiepenheuer & Witsch, Köln 1967.
- From Calvin to Rousseau. Tradition and modernity in socio-political thought from the Reformation to the French Revolution. Basic Books, New York 1970.
- Tugend und Menschenrechte. Zur Topologie politischer Begriffssysteme. Benziger, Zürich 1989, ISBN 3-545-34080-5.
- Gesammelte Werke. Sieben Bände. Verlag Neue Zürcher Zeitung, Zürich 2002–2005.